# Цахкаовит
Цахкаови́т (арм. Ծաղկահովիտ) — село в Арагацотнской области. Село расположено в 15 км к северо-западу от города Апарана на северном склоне Арагаца. До 1946 года называлось Хаджихалил.

## Транспорт
Село находится в труднодоступном горном районе на северном склоне Арагаца и поэтому транспортное сообщение имеет в селе большое значение. Зимой дороги часто блокируются снежными бурями, а в другие времена года проблемы создают дожди.
Из села курсируют автобусы в:
- Артик (стоимость 500 драмов, расстояние 21 км);
- Гюмри (стоимость 800 драмов, расстояние 54 км, отправление из Гюмри ежедневно в 14:30);
- Ванадзор (стоимость 800 драмов, расстояние 57,5 км, отправление из Ванадзора ежедневно в 14:30);
- Ереван (стоимость 800 драмов, расстояние 71,6 км).[7][8]

## Природа и достопримечательности
Цахкаовит находится на Армянском нагорье у подножия горы Арагац. Флора и фауна очень разнообразна. Например, в окрестностях села обитает малоазийский суслик Spermophilus xanthoprymnus. Согласно современной данным, это чётко обособленный узкоареальный вид, населяющий лишь запад и северо-запад Армении. Размеры средние: длина тела половозрелых малоазийских сусликов варьирует от 175 до 290 мм (в среднем 209), хвоста 35-59 мм (ср. 44), ухо 5,-7,5 мм (ср. 6,7), ступня задних ног 30-41 мм (ср. 35), а вес тела варьирует в пределах 88-430 г (ср. 258). Ареал охватывает Малую Азию, на восток до западных и северо-западных районов Армении, где проходит восточная граница распространения малоазийского суслика. В пределах ареала встречается в разнообразных биотопах. Для горных степей запада Армении фоновый, часто многочисленный вид. Суточная активность дневная. Динамика размножения одновершинная.
В селе находятся средневековые надгробные конеобразные камни.

## Спорт
В чемпионате Армении по футболу до 17 лет берёт участие команда «Цахкаовит». Планируется строительство спортивной школы